# カルテリーノ

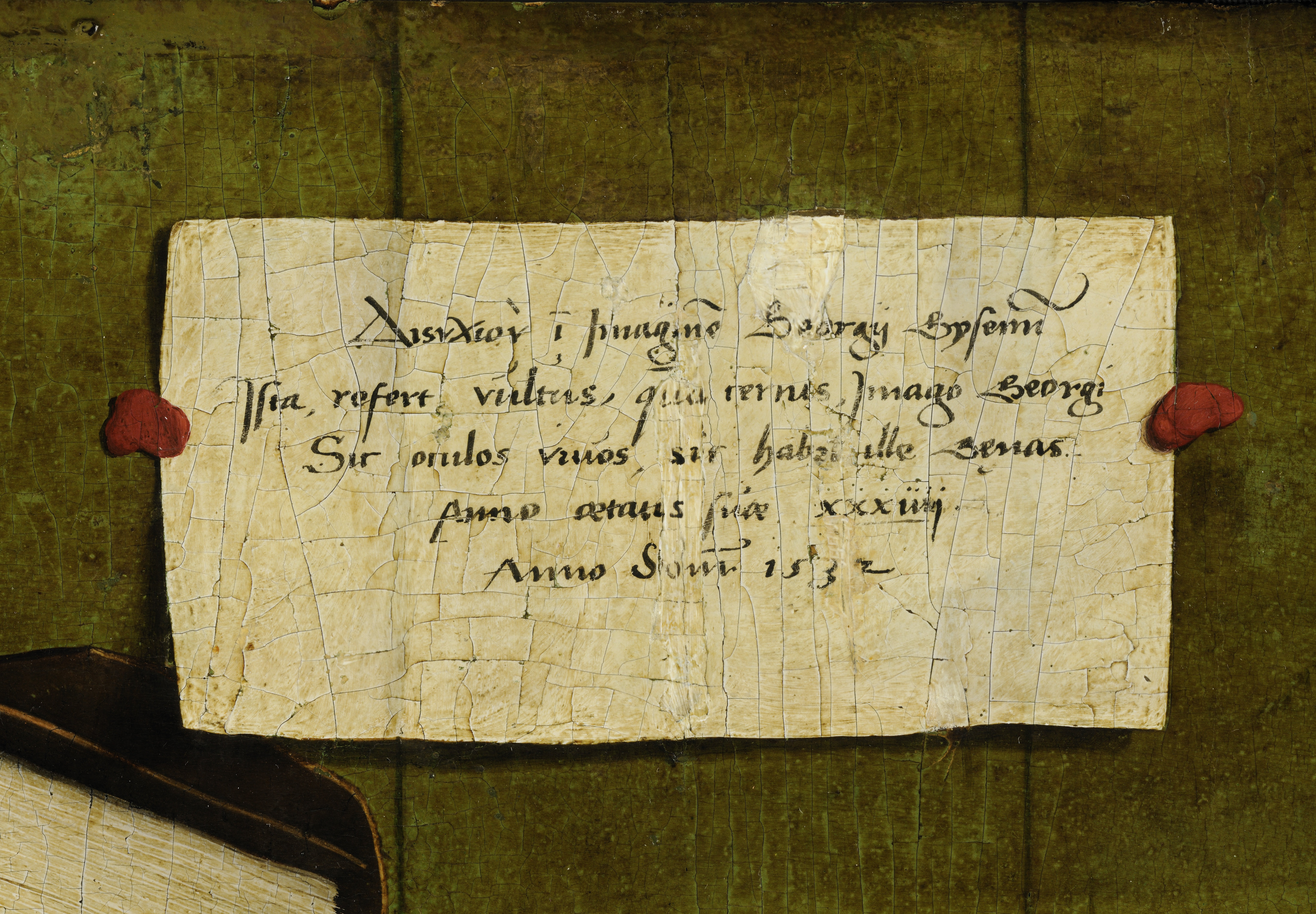
カルテリーノ（下の絵の上部左側の部分）

ハンス・ホルバイン作『ゲオルグ・ギーゼ』、1532年。画面の中には複数のカルテリーノ（カルテリーニ）が配されている。

カルテリーノ (イタリア語: cartellino、イタリア語では男性名詞、複数形は cartellini、カルテリーニ）は、「小さな注記、盾、ラベル」などを意味する、イタリアのルネサンス絵画に由来する、絵画に関する用語。絵画の中に写実的に描き込まれた小さなバナーのようなもの、あるいは、巻物や、時には小さな紙片に、鑑賞者が読み取ることができる状態で文字が書き込まれているものを指す。
通常は、前景のパラペット（胸壁）の上やトロンプ・ルイユ（騙し絵）の技法によって描き込まれた額縁の上に置かれたり、あるいは背景に、例えば壁に貼られたように配される。カルテリーノには画家の署名が入り（例えば、ジョヴァンニ・ベッリーニ、ベネデット・ディアナ、アントネロ・ダ・メッシーナの作品）、制作年が併せて記載されたり、されなかったりするほか、その場面や、描き込まれた人物の、宗教上、哲学上のモットーを鑑賞者に伝えるために用いられることもある。
キャンディス・ローリングス (Kandice Rawlings) によると、最古のカルテリーノは、フィリッポ・リッピが1437年に制作した『タルクイニアの聖母 (Madonna di Tarquinia)』に見出されるという。カルテリーノの利用は、イタリアの絵画の間では15世紀半ば以降に増加し、16世紀の最初の四半世紀に絶頂期に達した。

## ギャラリー

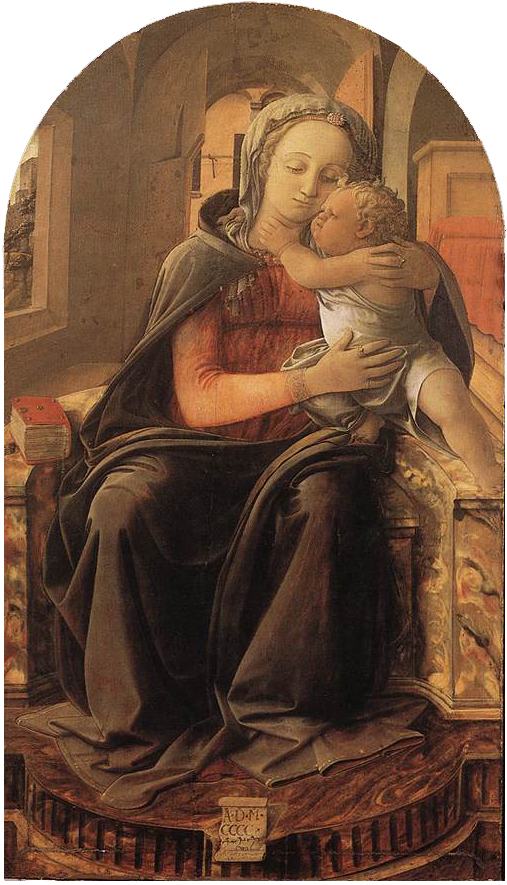
イタリア・ルネサンスにおけるカルテリーノの最古の事例。フィリッポ・リッピ作『タルクイニアの聖母』、1437年。
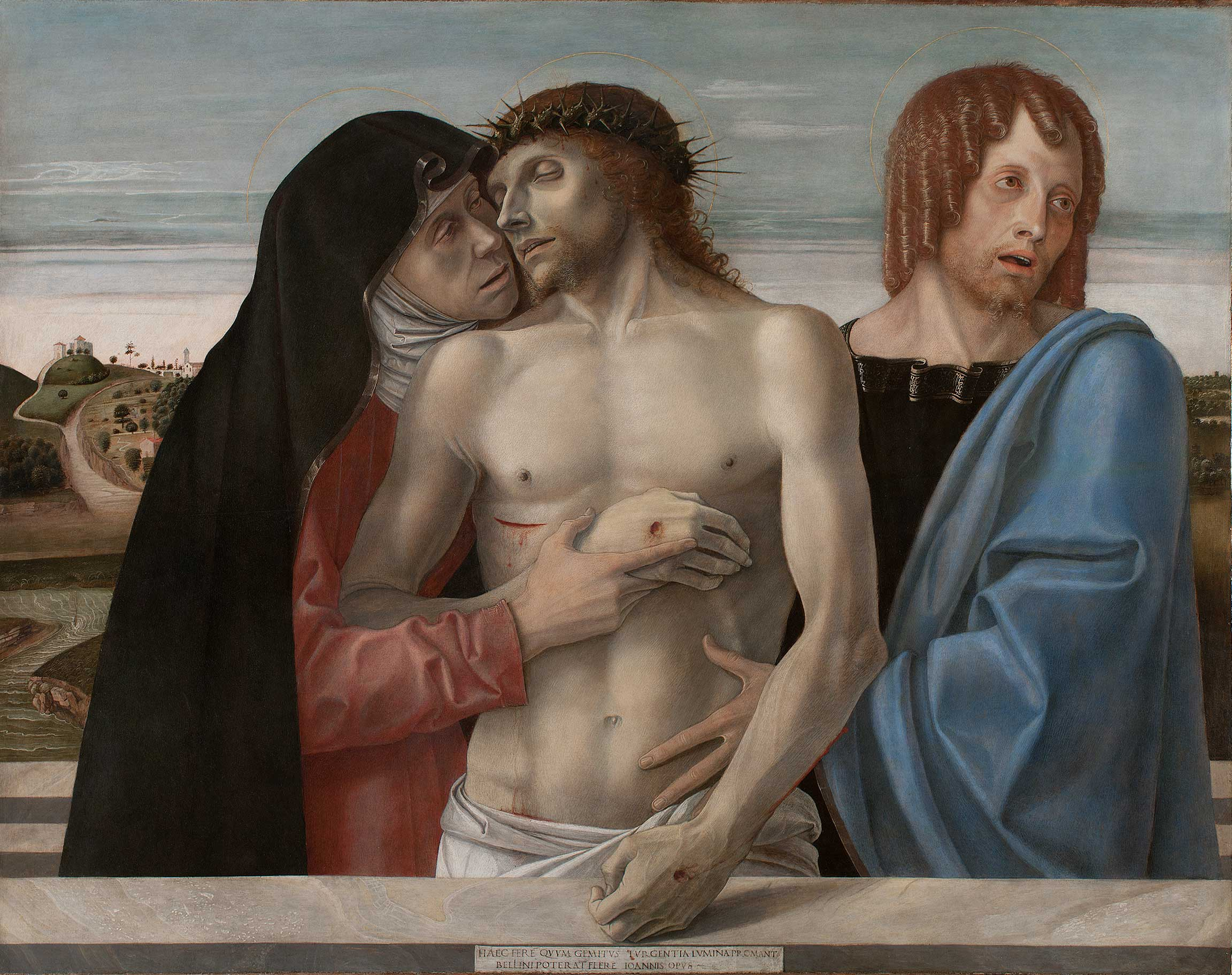
パラペットに置かれたカルテリーノ。ジョヴァンニ・ベッリーニ作『ピエタ』、1469年。
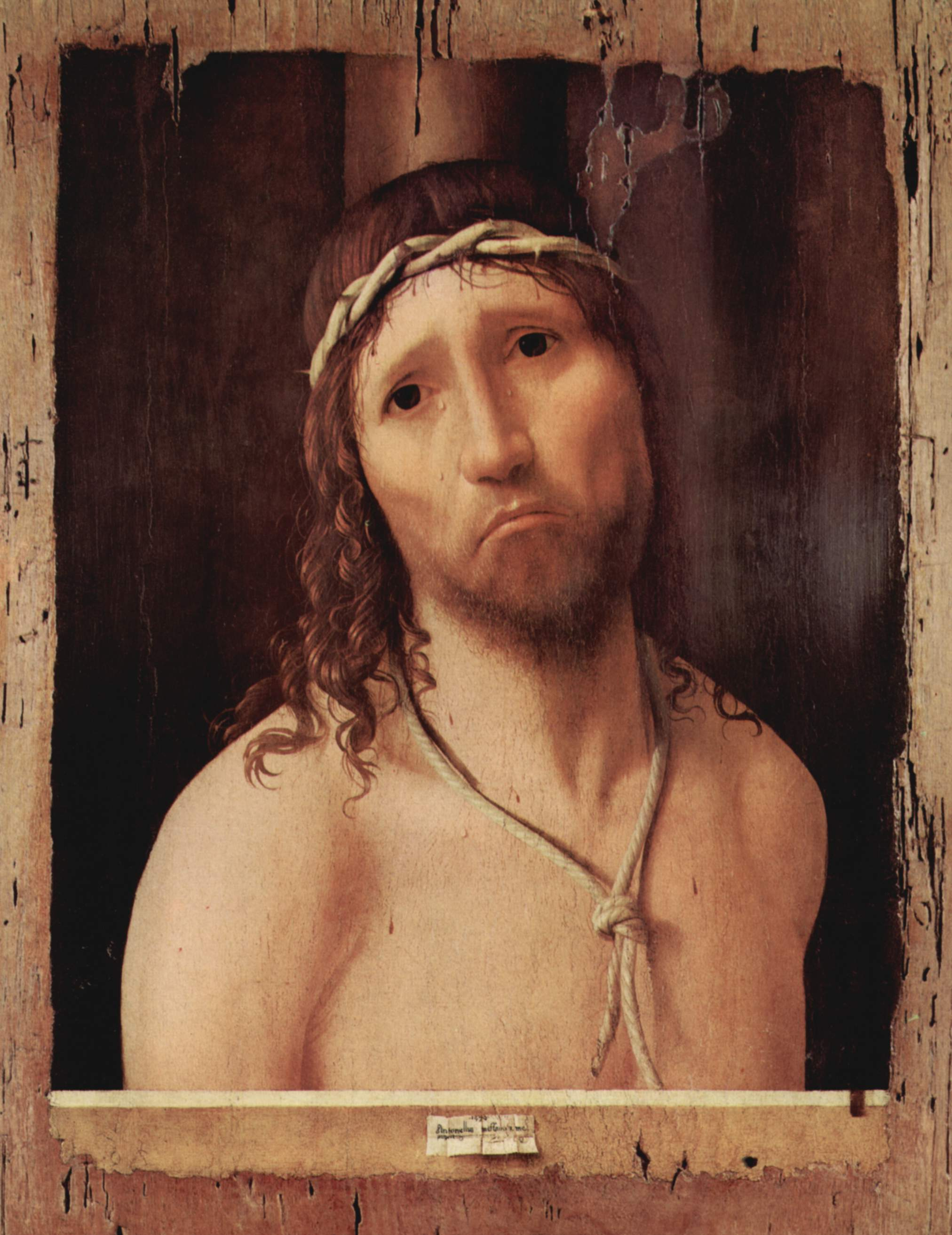
描き込まれた「枠」に置かれたカルテリーノ。アントネロ・ダ・メッシーナ作『エッケ・ホモ』、1473年。
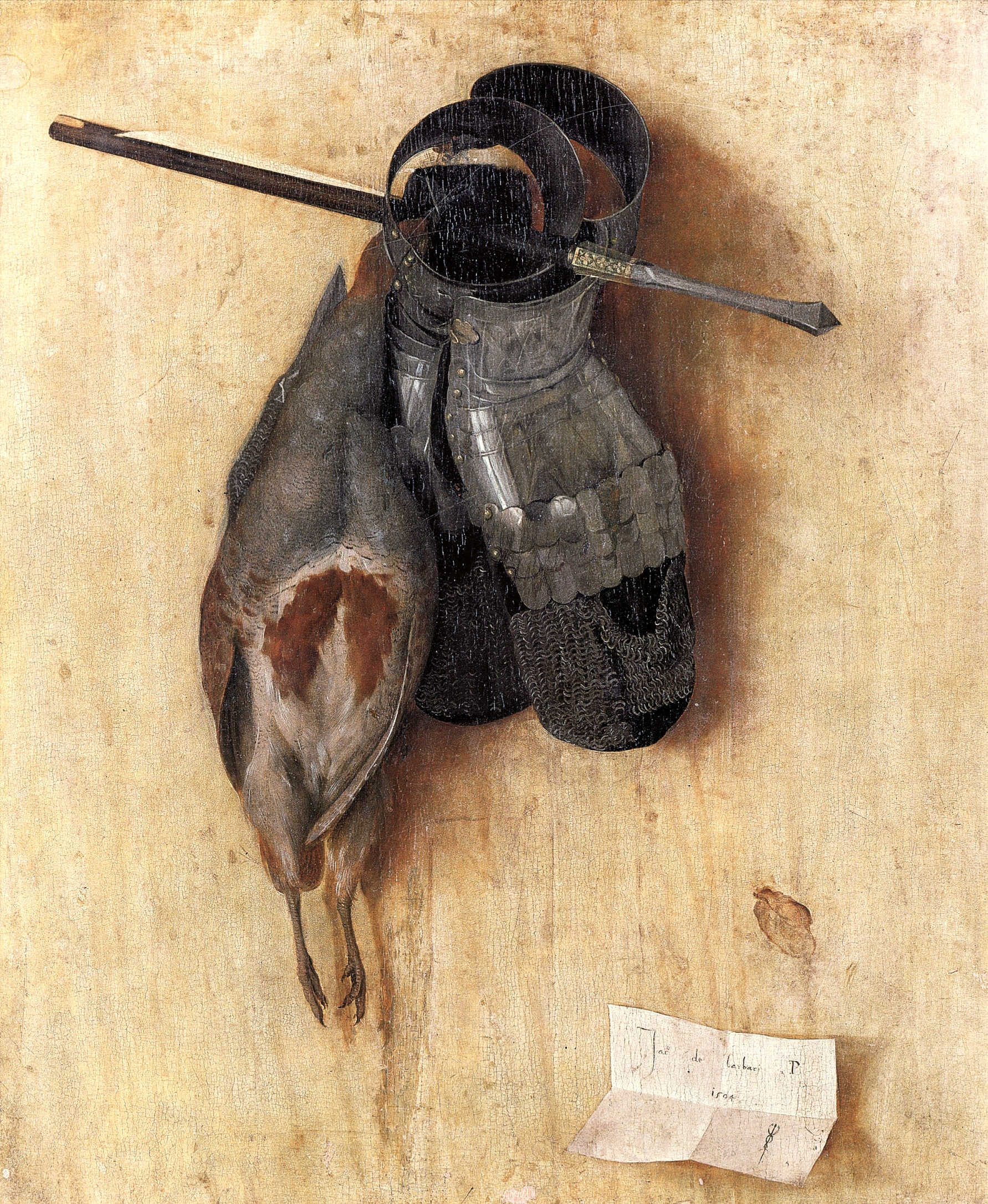
壁に貼られたカルテリーノ。ヤコポ・デ・バルバリ作『死んだ雉のある静物画』、1504年。
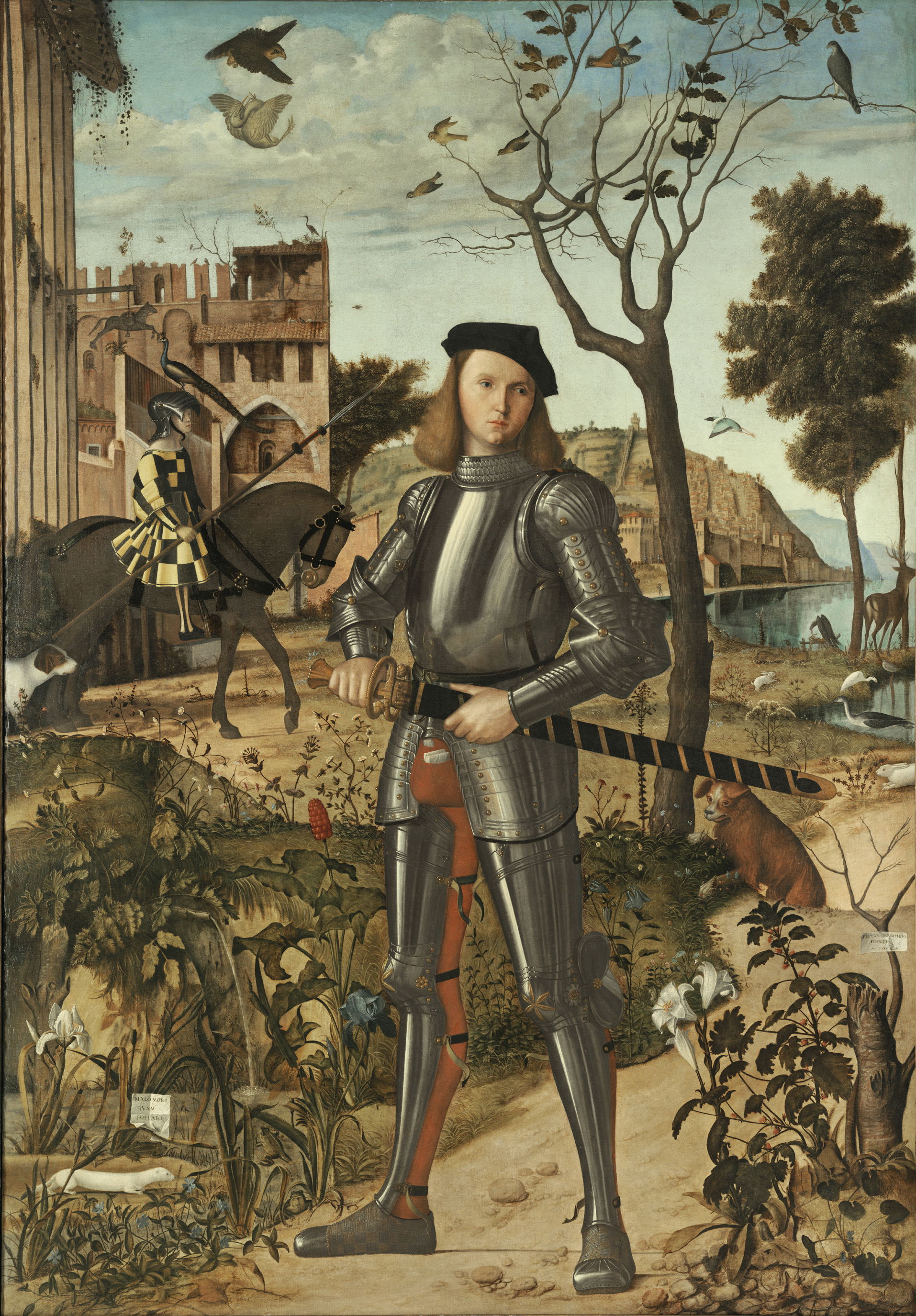
草むらの中に置かれたカルテリーノ。「不名誉より死を (MALO MORI QVAM FOEDARI)」のモットーが書き込まれている。ヴィットーレ・カルパッチョ作『若い騎士の肖像』、1510年。
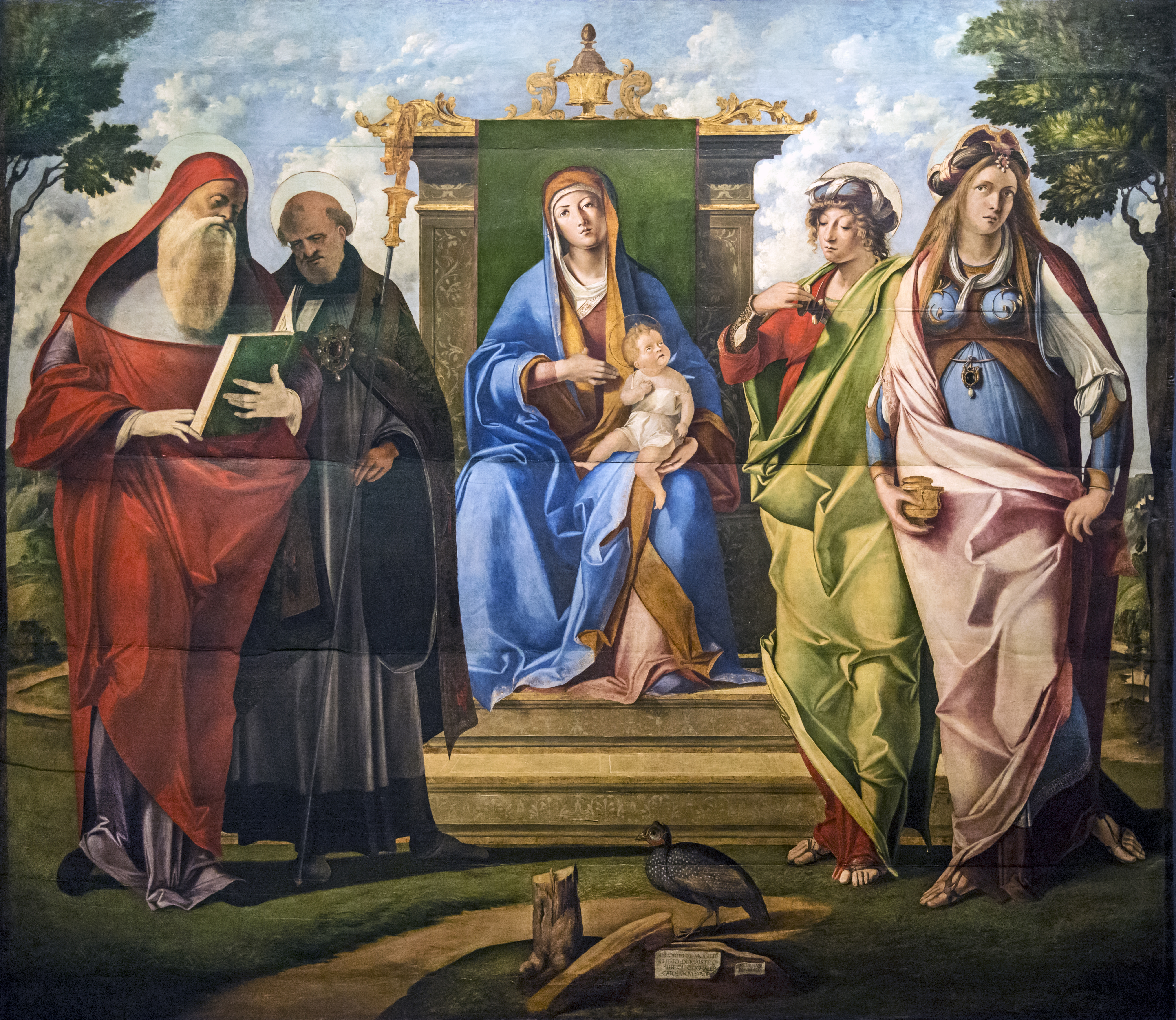
画面中央下、ホロホロチョウの手前に置かれたカルテリーノ。ベネデット・ディアナ作『玉座の聖母子と聖人たち』、1515年頃。